# Marek Pavliš
Marek Pavliš es un deportista checo que compite en vela en la clase Tornado. Ganó una medalla en el Campeonato Mundial de Tornado de 2021 y tres medallas en el Campeonato Europeo de Tornado entre los años 2021 y 2024.

## Palmarés internacional
| Campeonato Mundial | Campeonato Mundial  | Campeonato Mundial | Campeonato Mundial |
| Año                | Lugar               | Medalla            | Clase              |
| ------------------ | ------------------- | ------------------ | ------------------ |
| 2021               | Salónica (Grecia)   | Medalla de plata   | Tornado            |
| Campeonato Europeo |                     |                    |                    |
| Año                | Lugar               | Medalla            | Clase              |
| 2021               | Füssen (Alemania)   | Medalla de oro     | Tornado            |
| 2022               | Cesenatico (Italia) | Medalla de plata   | Tornado            |
| 2024               | Quiberon (Francia)  | Medalla de bronce  | Tornado            |